# Жак II де Бурбон-Прео
Жак II де Бурбон-Прео (фр. Jacques II de Bourbon-Preaux; ум. 1429, Пьяченца) — сеньор де Прео, д’Аржи, барон де Тюри.

## Биография
Младший сын Жака I де Бурбон-Прео и Маргариты де Прео.
Предназначался для духовной карьеры; был хранителем реликвий в Сент-Шапель в Париже, деканом в Сен-Мартен-де-Туре и архидьяконом в Сансе. В 1417, незадолго до посвящения в сан, покинул церковную службу, женился на Жанне де Монтегю (1396/1397 — 1420), дочери Жана, сеньора де Монтегю, камергера Франции, и присоединился к партии дофина Карла. Тот положил ему жалование и назначил командовать отрядом всадников. В этом качестве Жак де Прео сопровождал дофина во время подписания договора в Понсо с герцогом Бургундским (11 июля 1419).
После смерти в 1422 старшего брата наследовал фамильные владения. Через два года, потеряв жену, и не имея детей, удалился в монастырь целестинцев близ Орлеана. Будучи недоволен его уставом, перевелся в монастырь кордельеров, но и там его беспокойный нрав и требования реформировать церковную жизнь в соответствии с евангельскими идеалами, не находили сочувствия среди монахов.
Через два года ушел из монастыря и вернулся в мир. Так как его владения были частью захвачены англичанами, а частью пожертвованы церкви, Жак нуждался в средствах, и король, расположенный к нему, несмотря на беспутную жизнь, подарил Бурбону одежду и 20 экю. Затем он отправился в паломничество в Рим, и на обратном пути был убит в Пьяченце, по словам Жана Жерсона, родственниками некой девицы, которую он обманул.
Герцог де Бурбон обвинил в его убийстве бургундского рыцаря Жана де ла Клита, но расследование не дало результатов
После его смерти владения дома де Бурбон-Прео перешли к его сестре Марии, со смертью которой в 1442 линия Бурбон-Прео пресеклась.